# 天皇大帝

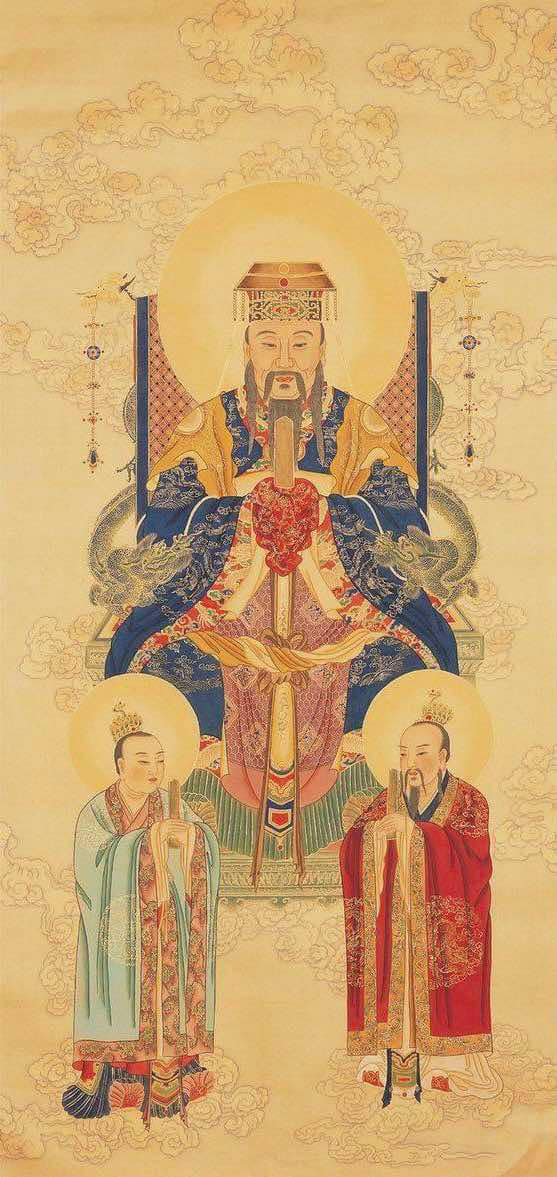
太極天皇大帝畫像（北京白雲觀藏）

天皇大帝， 全稱勾陳上宮天皇大帝，又稱勾陳大帝，乃是天皇星的星君，道教四御尊神之一，是斗姆元君的長子，北極紫微大帝的胞兄。協助玉皇上帝執掌天地人三才，掌人間兵革之事（一切兵戎、戰爭）；及天下政權更換，推選賢君。 於中國占星學裡，天皇大帝的勾陳星與紫微大帝（紫微星）一樣，象徵人世間帝王的氣數。
《晉書·天文志》：「 「勾陳六星皆在紫微宮。……勾陳口中一星，曰天皇大帝，其神曰耀魄寶，主禦群靈，執萬神圖。 」
《通占大象歷星经》：“天皇大帝一星，在钩陈中央也，不记数，皆是一星，在五帝前座，万神辅录图也。其神曰耀魄宝，主御羣灵也。
《浑天赋》：“天有北辰，众星环拱。天帝威神，尊之以耀魄，配之以勾陈。”

## 昊天上帝（儒教）
《禮》曰:「以禋祀祀昊天上帝。」此天也，鄭玄以為天皇大帝者，耀魄寶也
《旧唐书·礼仪志一》：“故注《月令》及《周官》，皆谓圆丘所祭昊天上帝为北辰星耀魄宝。”亦省作“ 耀魄 ”。

## 勾陈大帝（道教）

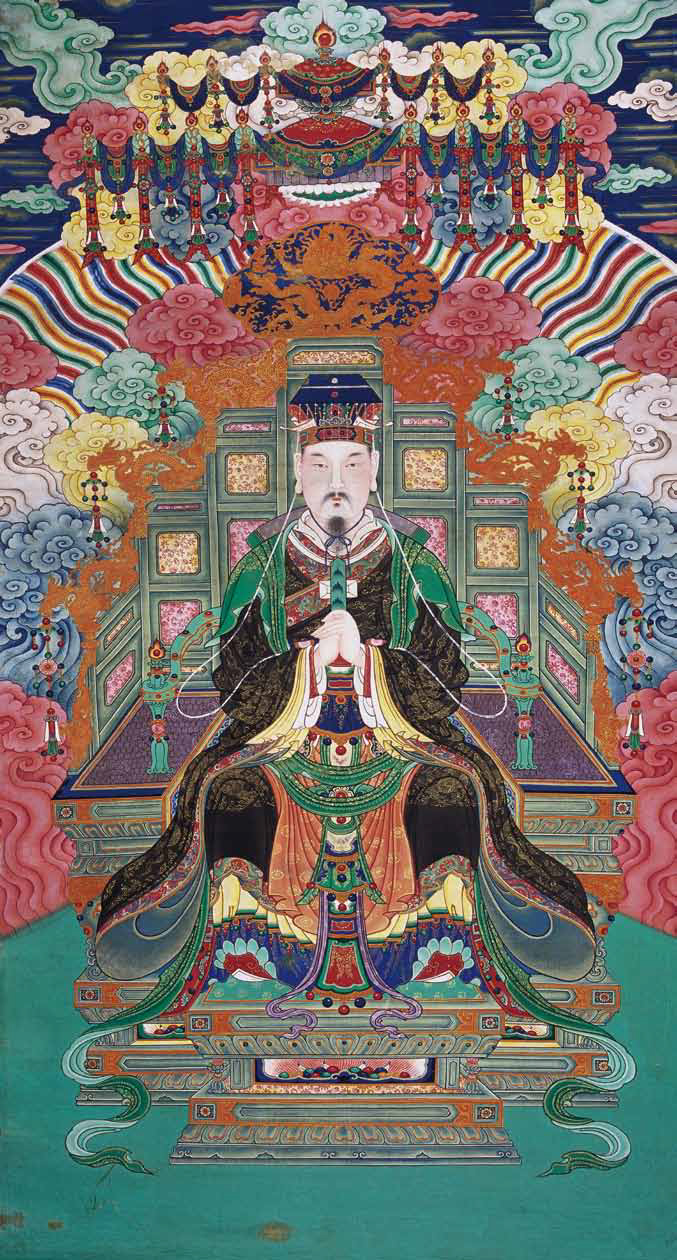
明代天皇大帝畫像(北京白雲觀藏)

勾陳上宮天皇大帝，又稱勾陳大帝，為“四御”之一，是斗姆元君的长子，紫微大帝的胞兄。
天皇大帝與北極紫微大帝一樣源自中國古代星辰崇拜，《上清靈寶大法》卷四稱天皇大帝：「乃北極帝座之左，有星四座，其形聯綴微曲如勾，是名勾陳，其下一大星正居其中，是為天皇大帝也。
《云笈七签》：無極太上元君者，道君也。一身九頭，或化為九人，皆衣五色珠衣，冠九德之冠，上上太一之子也。非其子也，元氣自然耳。正在兆頭上紫雲之中，華蓋之下住。兆見之言曰：皇天上帝太上道君，曾孫小兆王甲好道，願得長生。養我育我，保我護我。毒蟲猛獸，見我皆墊伏，令某所為之成，所求之得。太清鄉，虛無里，姓朱愚，名光，字帝鄉。乃在太微勾陳之內一星是也。號曰天皇太帝耀魄寶。兆常念之，勿忘也。人亦有之，常存之眉間，通於泥丸，氣上與天連。
在台灣天皇大帝並無主祀廟宇，多半作為斗姆元君之配祀神奉祀，如宜蘭縣冬山鄉道教總廟三清宮、新北市新莊區武聖廟、台南市麻豆區海埔池王府、高雄市岡山區壽天宮、高雄市三民區本館龍池宮等；或者與「四御」、「六御」其他神祇一同奉祀，如台北市文山區指南宮、苗栗縣苑裡鎮慈和宮等。

## 天文學
勾陳星，為中國古星宿名，位於靠近北天極的地方由六顆星組成，在西方天文學其中四顆星在小熊座；兩顆星在仙王座。勾陳即小熊座α星（勾陳一），是為北極星。史書上所記“句陳、勾陳、鉤陳”，皆是現在的「勾陳」。 《史記·天官書》、《漢書·天文志》均作：句四星。正史《晉書·天文志》始作「鉤陳六星」。但從一些保留下來的中國天文資料中可知，自後漢開始就已有「鉤陳(勾陳)六星」之說。
勾陳六星形彎曲如鉤，古時被視為黃帝的後宮、天帝的正妃。 《星經》：「鉤陳六星在五帝下。」《步天歌》：「六甲六星勾陳前，天皇獨在勾陳裡。」